# Кан Тю Хон
Кан Тю Хон (5 декабря 1903 года, деревня Чхонджин, провинция Северный Хамгён, Корея — сентябрь 1968 года) — председатель колхоза имени Горького Каратальского района Талды-Курганской области, Казахская ССР. Герой Социалистического Труда (1948).

## Биография
Родился в 1903 году в бедной крестьянской семье в деревне Чхонджин, провинция Северный Хамгён в Корее. C двенадцатилетнего возраста трудился батраком у местного богача. Во время Гражданской войны участвовал в партизанском движении в Приморском крае. Был командиром Сорбакванского корейского партизанского отряда. Освобождал этот край от белогвардейцев. 
В 1929 году обучался во Владивостокской партийной школе и в 1930 - 1931 годах - в партийной школе в Никольске-Уссурийском. В 1936 году окончил Высшую коммунистическую сельскохозяйственную школу в Хабаровске, после чего работал председателем колхоза «Пионер» Приморского края. После депортации корейцев с Дальнего Востока был на спецпоселении в Талды-Курганской области Казахской ССР, где с 1938 года работал в колхозе «Ленинский путь». Был секретарём партийной организации колхоза. С 1942 года был членом правления колхоза имени Максима Горького.
Он внедрил соревновательный момент в работу, рассредоточил бригады на определённые участки. Регулярно правление подводило итоги соревнований и выявляло победителей. Проводилась постоянная пропаганда труда.
В 1945 году колхоз имени Максима Горького собрал по 15 центнеров пшеницы с одного гектара при плане 10 центнеров и 314 центнеров сахарной свеклы с гектара при плане 270 центнеров, за что Кан Тю Хон был удостоен Ордена «Знак Почёта».
В 1947 году руководимый Кан Тю Хоном колхоз имени Максима Горького собрал по 20 центнеров пшеницы с 570 гектаров и по 30,5 центнеров пшеницы с 30 гектаров, а также 500 центнеров сахарной пшеницы с 30 гектаров. Указом Президиума Верховного Совета СССР от 28 марта 1948 года удостоен звания Героя Социалистического Труда с вручением ордена Ленина и золотой медали «Серп и Молот».
Достижения колхоза имени Горького не раз демонстрировались на Всесоюзной сельскохозяйственной выставке.
Избирался депутатом Каратальского районного Совета народных депутатов. 
Скончался в сентябре 1968 года.

## Награды
- Медаль «За победу над Германией в Великой Отечественной войне 1941—1945 гг.» (1945);
- Медаль «За доблестный труд в Великой Отечественной войне 1941—1945 гг.» (1946);
- Орден «Знак Почёта» (1945);
- Герой Социалистического Труда
- Орден Трудового Красного Знамени (1957).

## Источник
- Герои Социалистического труда по полеводству Казахской ССР. Алма-Ата. 1950. 412 стр